# David Lafata
David Lafata est un footballeur international tchèque né le 18 septembre 1981 à České Budějovice  en Tchéquie. Il évolue au poste d'attaquant.

## Biographie

### International
Le 2 septembre 2006, il honore sa première sélection lors de la victoire 2-1 face au Pays de Galles en entrant à la 75e minute pour remplacer Marek Kulič. Il se distingue en marquant un doublé.
Le 15 mai 2012, il est convoqué dans une liste élargie de Michal Bílek afin de participer au stage de préparation de l'équipe de Tchéquie pour l'Euro 2012, en attendant la liste définitive qui sera dévoilée au plus tard le 29 mai.
Le 29 mai 2012, David Lafata fait partie de la liste des 23 joueurs pour jouer l'Euro 2012. 
Le 15 juillet 2014, il réalise un quintuplé contre le club du FC Levadia Tallinn égalant ainsi Lionel Messi. Il aurait même pu marquer un sixième but mais le but a été marqué par un contre son camp sur un centre de sa part, ce qu'a dit l'attaquant tchèque. 
Il est retenu par le sélectionneur Pavel Vrba dans la liste des 23 joueurs pour disputer l'Euro 2016. Il effectue sa dernière apparition avec la sélection tchèque durant ce tournoi, en entrant en jeu contre l'Espagne mais son équipe s'incline 1-0.

## Palmarès

### En club
- Avec Dynamo České Budějovice :
  - Champion de Druhá Liga en 2002

- Avec Austria Vienne :
  - Vainqueur de la Coupe d'Autriche en 2007

- Avec l'AC Sparta Prague :
  - Championnat de Tchéquie en 2014
  - Coupe de Tchéquie en 2014

### Distinctions personnelles
- Meilleur buteur de Gambrinus Liga en 2011 (19 buts), 2012 (25 buts), 2013 (20 buts), 2015 (20 buts), 2016 (20 buts) et 2017 (15 buts)
- Footballeur tchèque de l'année en 2014[6]
- Meilleur buteur de la phase de qualification en ligue des champions en 2014 (8 buts)

## Statistiques détaillées

### En club
| Saison                | Club                    | Championnat           | Championnat | Championnat | Coupe(s) nationale(s) | Coupe(s) nationale(s) | Compétition(s) continentale(s) | Compétition(s) continentale(s) | Compétition(s) continentale(s) | Sélection    | Sélection | Sélection | Total | Total |
| Saison                | Club                    | Division              | M.          | B.          | M.                    | B.                    | Comp.                          | M.                             | B.                             | Équipe       | M.        | B.        | M.    | B.    |
| 1999 - 2000           | SK České Budějovice     | 1                     | 17          | 0           | -                     | -                     | -                              | -                              | -                              | -            | -         | -         | 17    | 0     |
| 2000 - 2001           | SK České Budějovice     | 1                     | 12          | 0           | -                     | -                     | -                              | -                              | -                              | -            | -         | -         | 12    | 0     |
| 2001 - 2002           | SK České Budějovice     | 2                     | 14          | 7           | -                     | -                     | -                              | -                              | -                              | -            | -         | -         | 14    | 7     |
| 2001 - 2002           | Vysočina Jihlava (prêt) | 2                     | 5           | 1           | -                     | -                     | -                              | -                              | -                              | -            | -         | -         | 5     | 1     |
| 2002 - 2003           | SK České Budějovice     | 1                     | 26          | 8           | -                     | -                     | -                              | -                              | -                              | -            | -         | -         | 26    | 8     |
| 2003 - 2004           | SK České Budějovice     | 1                     | 29          | 14          | -                     | -                     | -                              | -                              | -                              | -            | -         | -         | 29    | 14    |
| 2004 - 2005           | Dynamo České Budějovice | 1                     | 25          | 5           | -                     | -                     | -                              | -                              | -                              | -            | -         | -         | 25    | 5     |
| Sous-total            | Sous-total              | Sous-total            | 128         | 35          | -                     | -                     | -                              | -                              | -                              | 0            | -         | -         | 128   | 35    |
| 2005 - 2006           | Skoda Xanthi            | 1                     | 9           | 0           | -                     | -                     | -                              | -                              | -                              | -            | -         | -         | 9     | 0     |
| Sous-total            | Sous-total              | Sous-total            | 9           | 0           | -                     | -                     | -                              | -                              | -                              | 0            | -         | -         | 9     | 0     |
| 2005 - 2006           | FK Jablonec             | 1                     | 14          | 3           | -                     | -                     | -                              | -                              | -                              | -            | -         | -         | 14    | 3     |
| 2006 - 2007           | FK Jablonec             | 1                     | 17          | 7           | -                     | -                     | -                              | -                              | -                              | Rép. tchèque | 3         | 2         | 20    | 9     |
| Sous-total            | Sous-total              | Sous-total            | 31          | 10          | -                     | -                     | -                              | -                              | -                              | 0            | 3         | 2         | 34    | 12    |
| 2006 - 2007           | Austria Vienne          | 1                     | 13          | 1           | 3                     | 1                     | -                              | -                              | -                              | Rép. tchèque | 1         | 0         | 17    | 2     |
| 2007 - 2008           | Austria Vienne          | 1                     | 22          | 5           | -                     | -                     | C3                             | 7                              | 0                              | -            | -         | -         | 29    | 5     |
| 2008 - 2009           | Austria Vienne          | 1                     | 1           | 0           | -                     | -                     | -                              | -                              | -                              | -            | -         | -         | 1     | 0     |
| Sous-total            | Sous-total              | Sous-total            | 36          | 6           | 3                     | 1                     | -                              | 7                              | 0                              | 0            | 1         | 0         | 47    | 7     |
| 2008 - 2009           | Baumit Jablonec         | 1                     | 30          | 10          | 2                     | 0                     | -                              | -                              | -                              | Rép. tchèque | 2         | 0         | 34    | 10    |
| 2009 - 2010           | Baumit Jablonec         | 1                     | 27          | 11          | 9                     | 7                     | -                              | -                              | -                              | Rép. tchèque | 2         | 0         | 38    | 18    |
| 2010 - 2011           | Baumit Jablonec         | 1                     | 29          | 19          | 5                     | 3                     | C3                             | 2                              | 0                              | Rép. tchèque | 4         | 0         | 40    | 22    |
| 2011 - 2012           | Baumit Jablonec         | 1                     | 28          | 25          | 7                     | 4                     | C3                             | 4                              | 3                              | Rép. tchèque | 7         | 1         | 46    | 33    |
| 2012 - 2013           | Baumit Jablonec         | 1                     | 16          | 13          | 1                     | 2                     | -                              | -                              | -                              | Rép. tchèque | 5         | 2         | 22    | 17    |
| Sous-total            | Sous-total              | Sous-total            | 130         | 78          | 24                    | 16                    | -                              | 6                              | 3                              | 0            | 20        | 3         | 180   | 100   |
| 2012 - 2013           | Sparta Prague           | 1                     | 12          | 7           | 2                     | 0                     | C3                             | 2                              | 1                              | Rép. tchèque | 3         | 1         | 19    | 9     |
| 2013 - 2014           | Sparta Prague           | 1                     | 30          | 16          | 6                     | 2                     | C3                             | 2                              | 2                              | Rép. tchèque | 3         | 1         | 41    | 21    |
| 2014 - 2015           | Sparta Prague           | 1                     | 30          | 20          | 3                     | 1                     | C1+C3                          | 4+7                            | 8+5                            | Rép. tchèque | 5         | 1         | 49    | 35    |
| 2015 - 2016           | Sparta Prague           | 1                     | 26          | 20          | -                     | -                     | C1+C3                          | 1+9                            | 0+5                            | Rép. tchèque | -         | -         | 36    | 25    |
| Sous-total            | Sous-total              | Sous-total            | 98          | 63          | 11                    | 3                     | -                              | 25                             | 21                             | 0            | 11        | 3         | 145   | 90    |
| Total sur la carrière | Total sur la carrière   | Total sur la carrière | 433         | 192         | 38                    | 20                    | -                              | 38                             | 24                             | 0            | 35        | 8         | 544   | 244   |

### Buts internationaux
| Buts (8) en sélection de David Lafata au 19 octobre 2015 | Buts (8) en sélection de David Lafata au 19 octobre 2015 | Buts (8) en sélection de David Lafata au 19 octobre 2015 | Buts (8) en sélection de David Lafata au 19 octobre 2015 | Buts (8) en sélection de David Lafata au 19 octobre 2015 | Buts (8) en sélection de David Lafata au 19 octobre 2015 | Buts (8) en sélection de David Lafata au 19 octobre 2015 |
|                                                          | Date                                                     | Lieu                                                     | Adversaire                                               | Score                                                    | Résultat                                                 | Compétition                                              |
| -------------------------------------------------------- | -------------------------------------------------------- | -------------------------------------------------------- | -------------------------------------------------------- | -------------------------------------------------------- | -------------------------------------------------------- | -------------------------------------------------------- |
| 1.                                                       | 2 septembre 2006                                         | Na Stínadlech, Teplice (Rép. tchèque)                    | Pays de Galles                                           | 1-0                                                      | 2 - 1                                                    | Éliminatoires Euro 2008                                  |
| 2.                                                       | 2 septembre 2006                                         | Na Stínadlech, Teplice (Rép. tchèque)                    | Pays de Galles                                           | 2-1                                                      | 2 - 1                                                    | Éliminatoires Euro 2008                                  |
| 3.                                                       | 26 mai 2012                                              | UPC-Arena, Graz (Autriche)                               | Israël                                                   | 2-1                                                      | 2 - 1                                                    | Match amical                                             |
| 4.                                                       | 14 novembre 2012                                         | Stade Andrův, Olomouc (Rép. tchèque)                     | Slovaquie                                                | 1-0                                                      | 3 - 0                                                    | Match amical                                             |
| 5.                                                       | 14 novembre 2012                                         | Stade Andrův, Olomouc (Rép. tchèque)                     | Slovaquie                                                | 2-0                                                      | 3 - 0                                                    | Match amical                                             |
| 6.                                                       | 6 février 2013                                           | 19 Mayıs Stadyumu, Manisa (Turquie)                      | Turquie                                                  | 0-2                                                      | 0 - 2                                                    | Match amical                                             |
| 7.                                                       | 11 octobre 2013                                          | Ta' Qali Stadium, L-Imdina (Malte)                       | Malte                                                    | 0-2                                                      | 1 - 4                                                    | Éliminatoires Coupe du monde 2014                        |
| 8.                                                       | 13 octobre 2014                                          | Astana Arena, Astana (Kazakhstan)                        | Kazakhstan                                               | 0-2                                                      | 2 - 4                                                    | Éliminatoires Euro 2016                                  |